# Marc-Andrea Hüsler
Marc-Andrea Hüsler (født 24. juni 1996 i Zürich, Schweiz) er en professionel tennisspiller fra Schweiz.